# Мельник Анатолій Васильович (географ)
Анатолій Васильович Мельник (нар. 30 жовтня 1957 року; Новомалин, Острозький район, Рівненська область — 15 квітня 2020; Львів) — український географ, доктор географічних наук (2000), професор (2001), керівник Львівської школи ландшафтознавства.

## Біографія
Народився 30 жовтня 1957 року на Рівненщині.
У 1975—1977 роках проходив військову службу в ракетних військах Радянської армії.
У 1983 році закінчив Львівський державний університет імені Івана Франка. Відтоді там і працював: у 1983—1985 роках лаборантом, у 1985—1991 — асистентом.
У 1991 році захищає кандидатську дисертацію на тему: «Ландшафтний моніторинг Карпат (на прикладі природних територіальних комплексів Івано-Франківської області)» та здобуває вчене звання «доцент» (науковий керівник — Міллер Гаврило Петрович).
У 2000 році захищає докторську дисертацію на тему: «Еколого-ландшафтознавчий аналіз Українських Карпат».
2001 — здобуває вчене звання «професор».
З 1994 по 2001 рік — завідувач та науковий керівник Чорногірського географічного стаціонару.
З 2001 по 2020 рік працював професором кафедри фізичної географії Львівського національного університету імені Івана Франка.
Учасник міжнародних проектів: Агентства США з міжнародного розвитку «Розвиток екологічно-зорієнтованого, сталого туризму та агробізнесу в Україні (Карпатський регіон)», ЮНЕСКО «Трансформаційні процеси у басейні Верхнього Дністра», TACIS «Інтегрований розвиток Розточчя». Стипендіат Німецької служби академічних обмінів (Дюссельдорф, 1993; Мюнстер, 1997), стажувався в університетах Вроцлава (1995), Любліна (1998) і Відня (2001).
Член спеціалізованої вченої ради К 26.001.22.
Помер 15 квітня 2020 року, випавши з вікна власної квартири багатоповерхового будинку на Сихові.

## Науковий доробок
Автор близько 170 наукових праць, зокрема 7 монографій і 2 навчальних посібників тощо. Наукові дослідження стосуються фізичної географії, ландшафтознавства та геоекології. Розробив наукові і методичні основи еколого-ландшафтознавчого аналізу гірських і передгірських територій.

## Особисте життя
Одружений. Мав дочку.

## Основні публікації
- Мельник А. Ландшафтний моніторинг: К., 1993. — 152 с.(у співавт.);
- Мельник А. Основи регіонального еколого-ландшафтознавчого аналізу. Львів, 1997. — 229с.;
- Мельник А. Українські Карпати: еколого-ландшафтознавче дослідження. Львів, 1999. — 286 с.
- Мельник А. Фоновий моніторинг навколишнього природного середовища / За ред.. М. М. Приходька / . — Івано-Франківськ: Фоліант, 2010. — 324 с (у співавт.)
- Новомалин у просторі і часі: краєзнавче дослідження волинського села / [М. М. Лаврук, А. В. Мельник, М. П. Манько та ін.]; за ред. М. М. Лаврук, А. В. Мельника. — Харків: Чайка, 2013. — 744 с.
- Польове ландшафтне картування: система термінів і понять [Текст] / Анатолій Мельник ; Львів. нац. ун-т ім. Івана Франка. — Львів: ЛНУ ім. Івана Франка, 2014. — 90 с. — Бібліогр.: с. 88-89. — 300 прим. — ISBN 978-617-10-0148-0